# Equulites stercorarius
Equulites stercorarius is een straalvinnige vissensoort uit de familie van ponyvissen (Leiognathidae). De wetenschappelijke naam van de soort is voor het eerst geldig gepubliceerd in 1907 door Evermann & Seale.